# 艾因基哈勒區

35°12′16″N 1°11′46″W / 35.204383°N 1.196104°W
艾因基哈勒區（阿拉伯语：‎），是阿爾及利亞的行政區，位於該國西北部，由艾因泰穆尚特省負責管轄，首府設於艾因基哈勒，面積354平方公里，2010年人口34,562，人口密度每平方公里98人。